# Salvinia vulgaris
Salvinia vulgaris là một loài dương xỉ trong họ Salviniaceae. Loài này được Rupr. mô tả khoa học đầu tiên năm 1845.
Danh pháp khoa học của loài này chưa được làm sáng tỏ. 